# Вольское (Тверская область)
Вольское — деревня в Сонковском районе Тверской области. Входит в состав Григорковского сельского поселения.

## География
Находится в восточной части Тверской области на расстоянии приблизительно 5 км по прямой на восток от районного центра поселка Сонково.

## История
Деревня была отмечена еще на карте 1825 года. В 1859 году здесь (тогда деревня Кашинского уезда Тверской губернии) был учтен 21 двор.

## Население
Численность населения: 190 человек (1859 год), 19 (русские 100 %) в 2002 году, 8 в 2010.